# 曹皇后 (黄巢)
曹皇后（?—?），是唐末民变中大齐皇帝黄巢的皇后。
曹氏是曹州盐贩黄巢的妻子，唐僖宗乾符二年（875年），黄巢和王仙芝起兵反唐。黄巢转战全国，在880年占领长安。自称承天应运启圣睿文宣武皇帝，国号大齐，立曹氏为皇后。史书没有记载曹皇后，是否活到了唐中和四年、黄巢金统五年（884年）黄巢在泰山狼虎谷自杀的时候。也有记载黄巢外甥林言杀黄巢及其兄弟妻儿，将他们的首级送给感化军节度使时溥，途中为博野军所杀，自己的首级也一并被献给时溥。未知林言所杀黄巢妻是否即曹皇后。